# Abrahamsberg
Abrahamsberg är en stadsdel i Västerort inom Stockholms kommun. Stadsdelen gränsar till Riksby, Stora Mossen, Ålsten, Olovslund och Åkeslund. Abrahamsberg är ett av Stockholms större smalhusområden. På grund av sina byggnader uppförda i gult tegel kallas stadsdelen ibland för "den gula staden".

## Historik

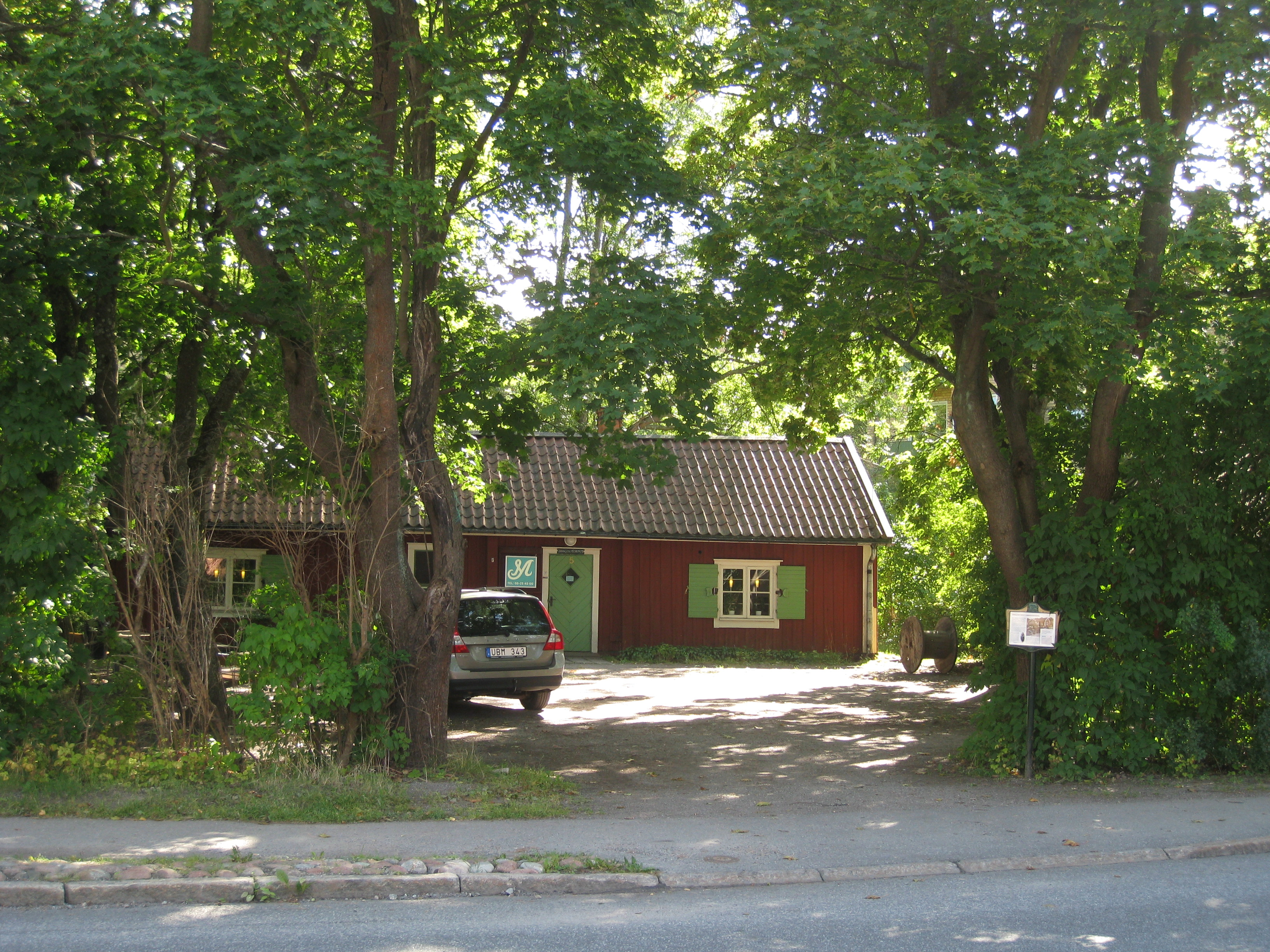
Dragontorpet i Abrahamsberg har legat på sin nuvarande plats sedan början av 1700-talet.

Stadsdelen Abrahamsbergs område låg på Ulvsundas ägor. Abrahamsberg var namnet på ett så kallat dragontorp, Dragontorpet Abrahamsberg, som sedan början av 1700-talet har legat på sin nuvarande plats vid Gustav III:s väg 5 i korsningen vid Abrahamsbergsvägen. I mitten av 1850-talet var huset hem för dragonen Gustaf Abraham Pihl (född 1829), och stadsdelen har sitt namn efter honom. Huset kallas numera Dragontorpet. Pihl bodde kvar till 1885. Då flyttade Frans Krig till torpet. Han var Brommas siste indelte soldat. Pihl bodde kvar några år efter det att Krig kom till torpet. Baron Gustaf Åkerhielm på Ulvsunda lät Pihl få jord nära torpet. 1889 byggde Pihl här ett vitputsat tegelhus. Huset fick namnet Abrahamsberg och övertogs av Abraham Pihl den yngre, då fadern dog år 1898. Bebyggelsen i området fick namnet Abrahamsberg efter tegelhuset. Sonen Sixten Krig övertog torpet 1916 när Frans Krig flyttade till Ulvsunda. Fadern hade påbörjat verksamhet med sophämtning i Bromma. Denna affärsrörelse övertogs av sonen Sixten Krig. Vid den nuvarande korsningen av Tunnlandsvägen och Fredrikslundsvägen i Åkeslund låg soptippen. Torpet byggdes ut med en svingård med 200 svin. Tidigare har dragontorpet haft funktion som lekpark. Under vintern 2012-2013 flyttade en fastighetsmäklarfirma in i huset. 

## Smalhusstaden

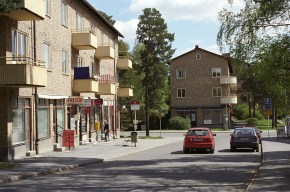
Rörläggarvägen i Abrahamsberg, maj 1997.

Området köptes av Stockholms stad på hösten 1904, men det var först i september 1937 som stadsplanen fastställdes för området. Den är undertecknad av dåvarande stadsplanedirektören Albert Lilienberg. Stadsdelen bildades 1938 som en utbrytning ur stadsdelen Stora Mossen.
För stadsdelen föreskrevs fasader av gult tegel, till skillnad från systerstadsdelen Åkeslund där husen har rött tegel, samt att husen skulle vara murade med 1½-stensmurar för att upprätthålla en hög kvalitet och ge varma bostäder. Större delen av bostäderna är om två rum och kök, men det byggdes även större lägenheter vilket ledde till en blandad befolkning med både arbetare och tjänstemän. Åren kring 1990 kompletterades den äldre bebyggelsen med ett par nya hus och 1999 byggdes en ny tunnelbanestation sedan den ursprungliga rivits.
Idag är Abrahamsberg utpekat som särskilt kulturhistoriskt värdefullt i översiktsplanen för Stockholm. Enligt Stockholms stadsmuseum är det Stockholms bäst bevarade smalhusområde med en enhetlighet och bevarandegrad av såväl stadsplanen som de enskilda byggnaderna som sannolikt saknar motstycke bland Stockholms smalhusstadsdelar.
Abrahamsbergskyrkan på Bävervägen 45 invigdes 1955 och renoverades 1990. Arkitekt var Bengt Romare.

## Skola och tunnelbanestation
Abrahamsberg ligger vid tunnelbanan, station Abrahamsberg, som dock ligger i stadsdelen Riksby.
Abrahamsbergsskolan har ungefär 800 elever i årskurserna F–9. Skolan byggdes i gult tegel 1946, arkitekt var Paul Hedqvist. Skolan består av två hus. 1963 byggdes ett hus till på tomten, arkitekten var även då Paul Hedqvist, men byggmästaren var Bertil Adamsson. Även det huset byggdes i gult tegel i samma stil som det första huset från 1946.

## Bilder

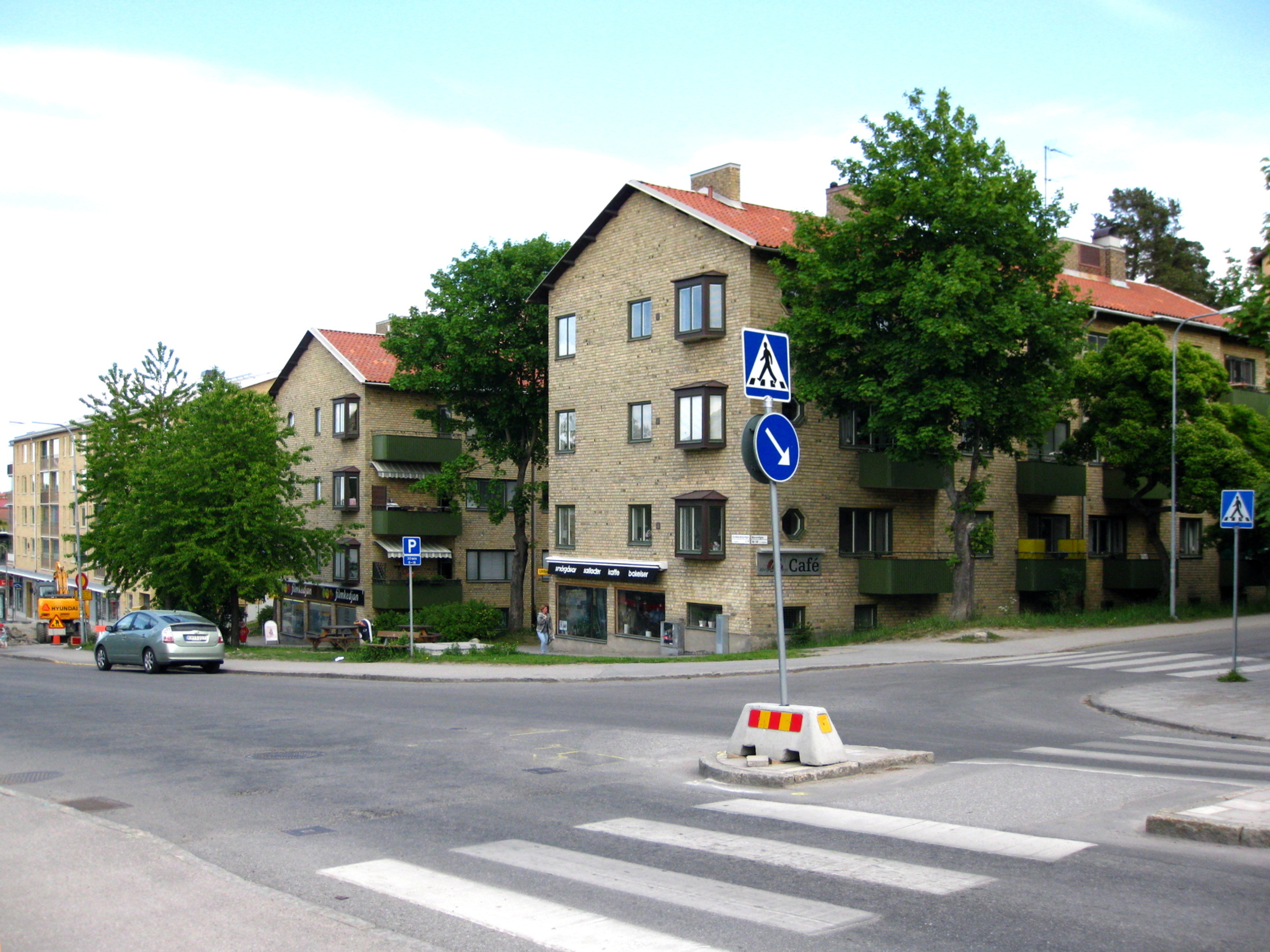
Abrahamsbergs smalhus, flerfamiljshusen byggdes omkring 1939.
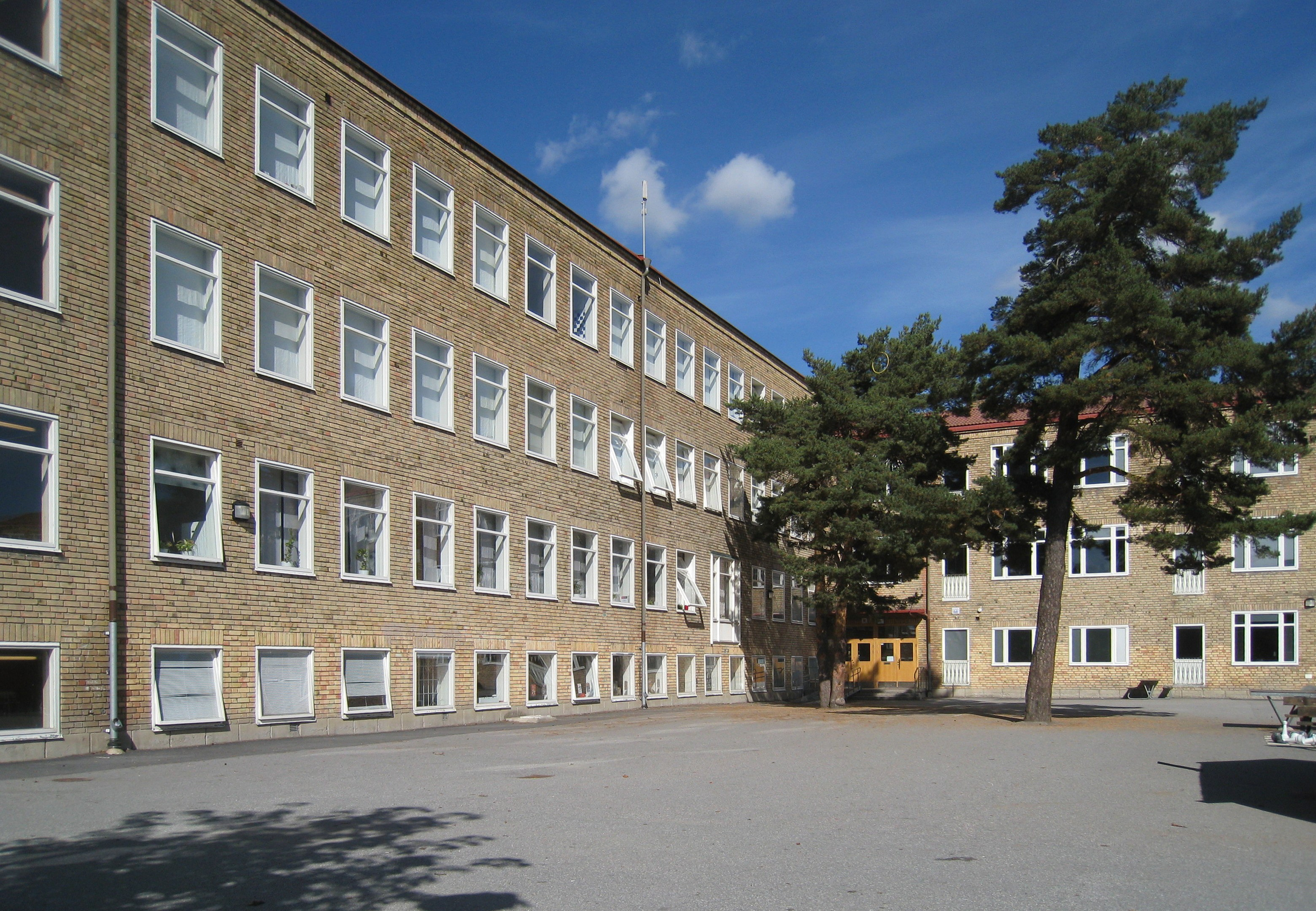
Abrahamsbergsskolan.
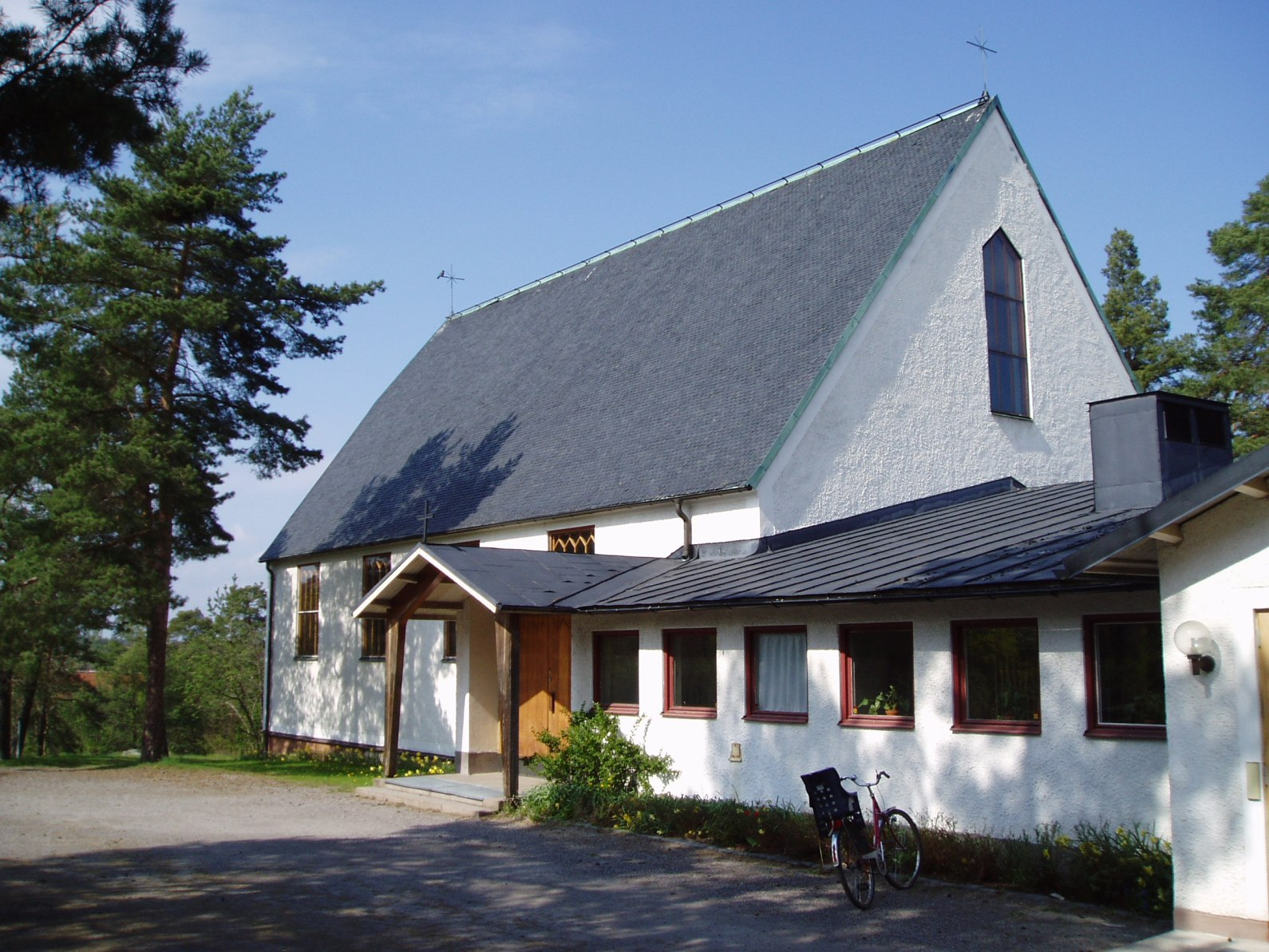
Abrahamsbergskyrkan, Bromma missionsförsamlings kyrka vid Bävervägen, blev färdig 1955. Arkitekt var Bengt Romare.
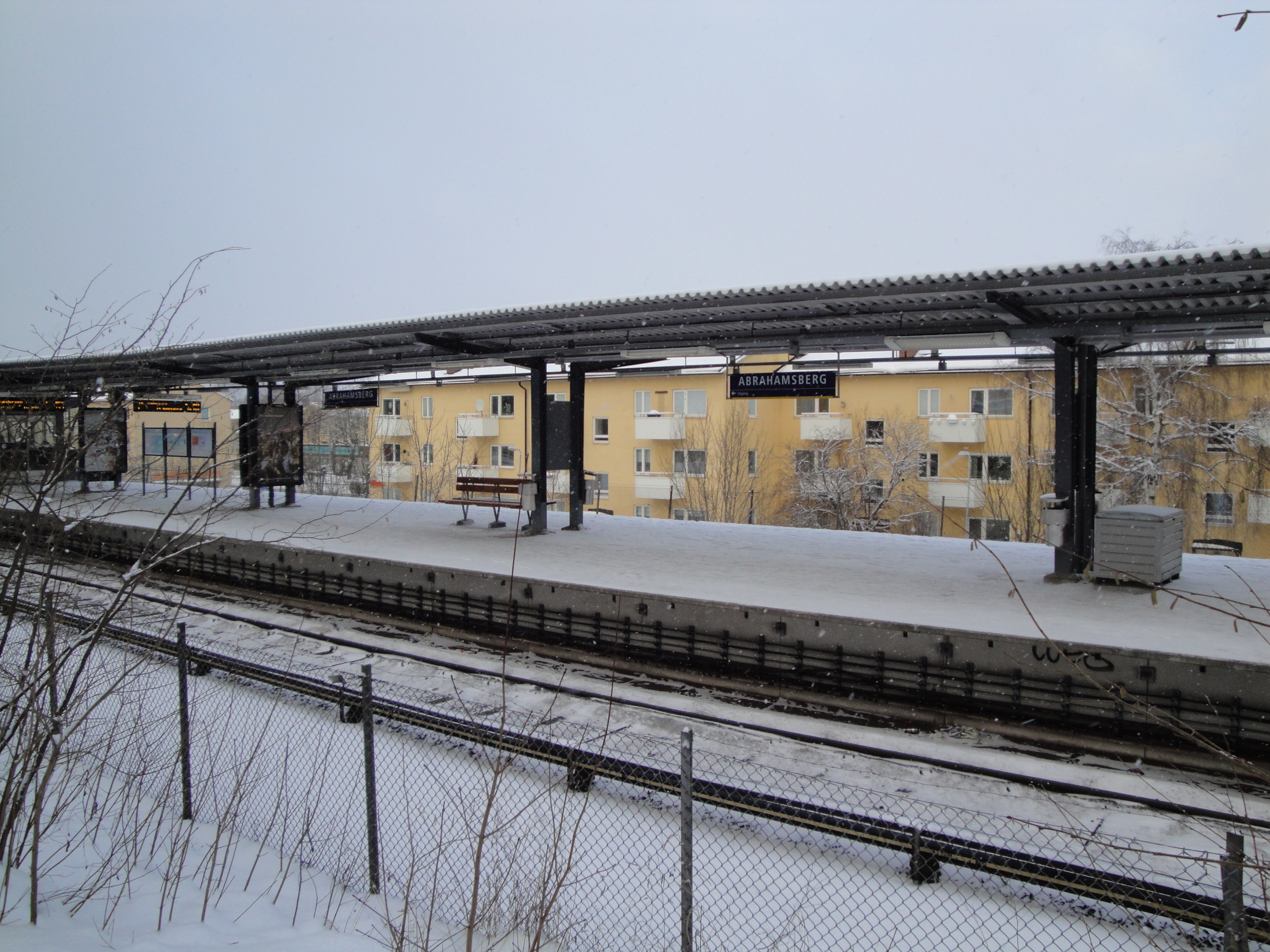
Abrahamsbergs tunnelbanestation byggdes ny 1999, sedan den gamla stationen rivits.

## Demografi
Den 31 december 2021 hade stadsdelen 3 297 invånare, varav 23,5 procent hade utländsk bakgrund.